# Routa vonná
Routa vonná (Ruta graveolens) je stále zelený polokeř vysoký až 80 cm. Listy jsou dlouhé až 15 cm, dužnaté a tečkované. Květy jsou žluté a dorůstají do 12 mm. Kvete od května do září.

## Výskyt
Jejím domovem je Jižní Evropa. V Česku se pěstuje občas na zahradách, skalkách nebo na polích.

## Použití

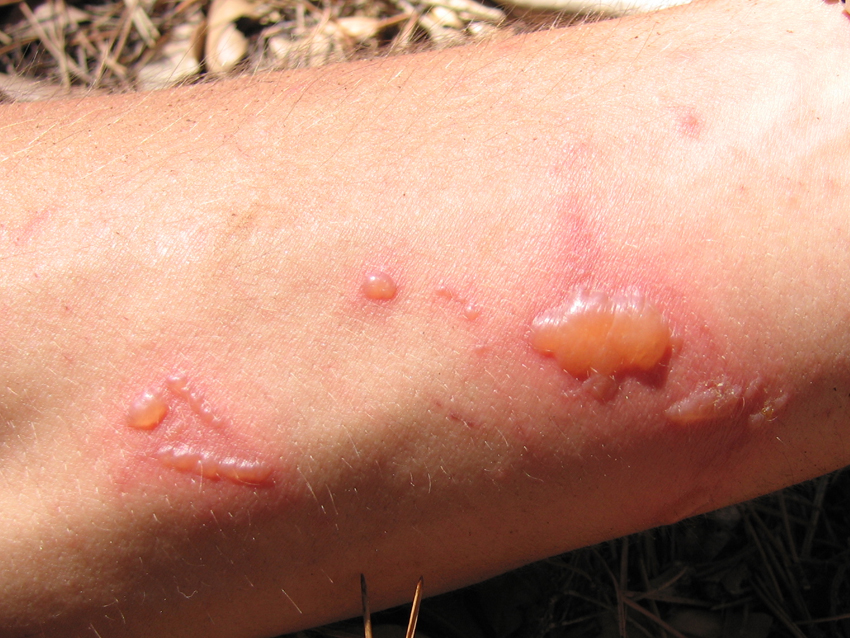
Kožní popáleniny způsobené Routou vonnou

Drogou je zejména sušená kvetoucí nať nebo pouze list sklízený během května a června. Z drogy se připravuje čaj, macerát, tinktura nebo prášek. Obvyklé dávkování je třikrát denně na špičku nože prášku nebo polévková lžíce sušené natě na půl litru vody a den (macerát nebo čaj se rozdělí na tři dávky). Upřednostňuje se však použití v čajových směsích. Snižuje lomivost krevních kapilár, avšak ve větším množství je jedovatá. V gastronomii se využívají její listy jako hořké koření k hotovým pokrmům z masa, vajíček, ryb i do sýrových krémů. Mnozí lidé ji však nesnáší a citlivým osobám může popálit pokožku. Zejména čerstvá obsahuje látky zvyšující fotosenzitivitu organismu. Ve středověku se používala do piva a kořeněných vín, ale také proti duchům. Rostlina není vhodná pro těhotné.